# Archeria traversii
Archeria traversii es una especie de arbustos dentro de la familia de las ericáceas. Esta planta es endémica  de Nueva Zelanda.

## Hábitat
Un ejemplo de asociación de plantas, la especie A.traversii se encuentra en los bosques de podocarpos  del norte de Isla del Sur (por ejemplo, Spenser Ecological District), donde Blechnum discolor y Phyllocladus alpinus son típicos asociados en el sotobosque.

## Taxonomía
Archeria traversii  fue descrito por Joseph Dalton Hooker y publicado en Handbook of the New Zealand Flora 180. 1864.
Sinonimia
- Epacris traversii (Hook.f.) F.Muell.[4]